# Medibank International 2009 - Qualificazioni singolare maschile
Le qualificazioni del singolare maschile del Medibank International 2009 sono state un torneo di tennis preliminare per accedere alla fase finale della manifestazione. I vincitori dell'ultimo turno sono entrati di diritto nel tabellone principale. In caso di ritiro di uno o più giocatori aventi diritto a questi sono subentrati i lucky loser, ossia i giocatori che hanno perso nell'ultimo turno ma che avevano una classifica più alta rispetto agli altri partecipanti che avevano comunque perso nel turno finale.
Le qualificazioni del Medibank International  2009 prevedevano 32 partecipanti di cui 4 sono entrati nel tabellone principale.

## Teste di serie
1. Assente
2. Tejmuraz Gabašvili (primo turno)
3. Potito Starace (ultimo turno)
4. Nicolas Devilder (primo turno)

1. Jérémy Chardy (Qualificato)
2. Jan Hernych (secondo turno)
3. Denis Gremelmayr (Qualificato)
4. Nicolás Lapentti (primo turno)

## Qualificati
1. Frank Dancevic
2. Xavier Malisse

1. Denis Gremelmayr
2. Jérémy Chardy

## Tabellone

### Legenda
| - Q = Qualificato - WC = Wild card - LL = Lucky loser | - ALT = Alternate - SE = Special Exempt - PR = Protected Ranking | - w/o = Walkover - r = Ritirato - d = Squalificato |

### Sezione 1
|  | Primo turno      | Primo turno      | Primo turno      | Primo turno | Primo turno |  |  | Secondo turno   | Secondo turno   | Secondo turno   | Secondo turno  | Secondo turno  |   |   | Ultimo turno   | Ultimo turno   | Ultimo turno   | Ultimo turno | Ultimo turno |  |
|  |                  |                  |                  |             |             |  |  |                 |                 |                 |                |                |   |   |                |                |                |              |              |  |
|  |                  | Evgenij Korolëv  | 7                | 3           | 6           |  |  |                 |                 |                 |                |                |   |   |                |                |                |              |              |  |
|  | 9                | Andrej Golubev   | 6                | 6           | 4           |  |  | Evgenij Korolëv | Evgenij Korolëv | Evgenij Korolëv | 3              | 2              |   |   |                |                |                |              |              |  |
|  | Frank Dancevic   | Frank Dancevic   | Frank Dancevic   | 6           | 6           |  |  | Frank Dancevic  | Frank Dancevic  | Frank Dancevic  | 6              | 6              |   |   |                |                |                |              |              |  |
|  | Grega Žemlja     | Grega Žemlja     | Grega Žemlja     | 0           | 2           |  |  |                 |                 |                 |                |                |   |   | Frank Dancevic | Frank Dancevic | Frank Dancevic | 6            | 6            |  |
|  | Alberto Martín   | Alberto Martín   | Alberto Martín   | 6           | 6           |  |  |                 |                 | Alberto Martín  | Alberto Martín | Alberto Martín | 4 | 3 |                |                |                |              |              |  |
|  | Brendan Mckenzie | Brendan Mckenzie | Brendan Mckenzie | 2           | 1           |  |  | Alberto Martín  | Alberto Martín  | Alberto Martín  | 6              | 6              |   |   |                |                |                |              |              |  |
|  |                  | Sadik Kadir      | Sadik Kadir      | 6           | 6           |  |  | Sadik Kadir     | Sadik Kadir     | Sadik Kadir     | 2              | 2              |   |   |                |                |                |              |              |  |
|  | 8                | Nicolás Lapentti | Nicolás Lapentti | 3           | 2           |  |  |                 |                 |                 |                |                |   |   |                |                |                |              |              |  |

### Sezione 2
|  | Primo turno      | Primo turno        | Primo turno        | Primo turno | Primo turno |  |  | Secondo turno    | Secondo turno    | Secondo turno    | Secondo turno | Secondo turno |   |   | Ultimo turno   | Ultimo turno   | Ultimo turno   | Ultimo turno | Ultimo turno |  |
|  |                  |                    |                    |             |             |  |  |                  |                  |                  |               |               |   |   |                |                |                |              |              |  |
|  |                  | Xavier Malisse     | Xavier Malisse     | 6           | 6           |  |  |                  |                  |                  |               |               |   |   |                |                |                |              |              |  |
|  | 2                | Tejmuraz Gabašvili | Tejmuraz Gabašvili | 2           | 3           |  |  | Xavier Malisse   | Xavier Malisse   | Xavier Malisse   | 6             | 6             |   |   |                |                |                |              |              |  |
|  | Adrian Mannarino | Adrian Mannarino   | Adrian Mannarino   | 6           | 6           |  |  | Adrian Mannarino | Adrian Mannarino | Adrian Mannarino | 3             | 1             |   |   |                |                |                |              |              |  |
|  | Robert Kendrick  | Robert Kendrick    | Robert Kendrick    | 2           | 4           |  |  |                  |                  |                  |               |               |   |   | Xavier Malisse | Xavier Malisse | Xavier Malisse | 6            | 6            |  |
|  | Peter Luczak     | Peter Luczak       | Peter Luczak       | 6           | 6           |  |  |                  |                  | Peter Luczak     | Peter Luczak  | Peter Luczak  | 2 | 4 |                |                |                |              |              |  |
|  | Arnaud Clément   | Arnaud Clément     | Arnaud Clément     | 2           | 4           |  |  |                  | Peter Luczak     | Peter Luczak     | 6             | 6             |   |   |                |                |                |              |              |  |
|  | 6                | Jan Hernych        | 3                  | 6           | 6           |  |  | 6                | Jan Hernych      | Jan Hernych      | 1             | 3             |   |   |                |                |                |              |              |  |
|  |                  | Robert Smeets      | 6                  | 3           | 2           |  |  |                  |                  |                  |               |               |   |   |                |                |                |              |              |  |

### Sezione 3
|  | Primo turno    | Primo turno      | Primo turno      | Primo turno | Primo turno |  |  | Secondo turno | Secondo turno    | Secondo turno  | Secondo turno    | Secondo turno    |   |   | Ultimo turno | Ultimo turno   | Ultimo turno   | Ultimo turno | Ultimo turno |  |
|  |                |                  |                  |             |             |  |  |               |                  |                |                  |                  |   |   |              |                |                |              |              |  |
|  | 3              | Potito Starace   | 6                | 4           | 6           |  |  |               |                  |                |                  |                  |   |   |              |                |                |              |              |  |
|  |                | Brydan Klein     | 4                | 6           | 2           |  |  | 3             | Potito Starace   | Potito Starace | 7                | 6                |   |   |              |                |                |              |              |  |
|  | Denis Istomin  | Denis Istomin    | Denis Istomin    | 6           | 6           |  |  |               | Denis Istomin    | Denis Istomin  | 6                | 2                |   |   |              |                |                |              |              |  |
|  | Michail Elgin  | Michail Elgin    | Michail Elgin    | 2           | 3           |  |  |               |                  |                |                  |                  |   |   | 3            | Potito Starace | Potito Starace | 2            | 4            |  |
|  | Kevin Anderson | Kevin Anderson   | Kevin Anderson   | 7           | 6           |  |  |               |                  | 7              | Denis Gremelmayr | Denis Gremelmayr | 6 | 6 |              |                |                |              |              |  |
|  | Steven Goh     | Steven Goh       | Steven Goh       | 5           | 1           |  |  |               | Kevin Anderson   | 7              | 6                | 4                |   |   |              |                |                |              |              |  |
|  | 7              | Denis Gremelmayr | Denis Gremelmayr | 6           | 7           |  |  | 7             | Denis Gremelmayr | 64             | 7                | 6                |   |   |              |                |                |              |              |  |
|  |                | Amer Delić       | Amer Delić       | 4           | 64          |  |  |               |                  |                |                  |                  |   |   |              |                |                |              |              |  |

### Sezione 4
|  | Primo turno    | Primo turno      | Primo turno      | Primo turno | Primo turno |  |  | Secondo turno | Secondo turno | Secondo turno | Secondo turno | Secondo turno |   |   | Ultimo turno | Ultimo turno | Ultimo turno | Ultimo turno | Ultimo turno |  |
|  |                |                  |                  |             |             |  |  |               |               |               |               |               |   |   |              |              |              |              |              |  |
|  |                | Ivo Minář        | Ivo Minář        | 6           | 7           |  |  |               |               |               |               |               |   |   |              |              |              |              |              |  |
|  | 4              | Nicolas Devilder | Nicolas Devilder | 4           | 5           |  |  | Ivo Minář     | Ivo Minář     | Ivo Minář     | 6             | 6             |   |   |              |              |              |              |              |  |
|  | Pere Riba      | Pere Riba        | Pere Riba        | 6           | 6           |  |  | Pere Riba     | Pere Riba     | Pere Riba     | 2             | 4             |   |   |              |              |              |              |              |  |
|  | Dušan Vemić    | Dušan Vemić      | Dušan Vemić      | 2           | 4           |  |  |               |               |               |               |               |   |   |              | Ivo Minář    | 3            | 6            | 62           |  |
|  | Greg Jones     | Greg Jones       | Greg Jones       | 6           | 6           |  |  |               |               | 5             | Jérémy Chardy | 6             | 3 | 7 |              |              |              |              |              |  |
|  | Dane Propoggia | Dane Propoggia   | Dane Propoggia   | 2           | 3           |  |  |               | Greg Jones    | Greg Jones    | 4             | 63            |   |   |              |              |              |              |              |  |
|  | 5              | Jérémy Chardy    | 3                | 7           | 6           |  |  | 5             | Jérémy Chardy | Jérémy Chardy | 6             | 7             |   |   |              |              |              |              |              |  |
|  |                | Jun Woong-sun    | 6                | 5           | 4           |  |  |               |               |               |               |               |   |   |              |              |              |              |              |  |